# Kronland Venetien

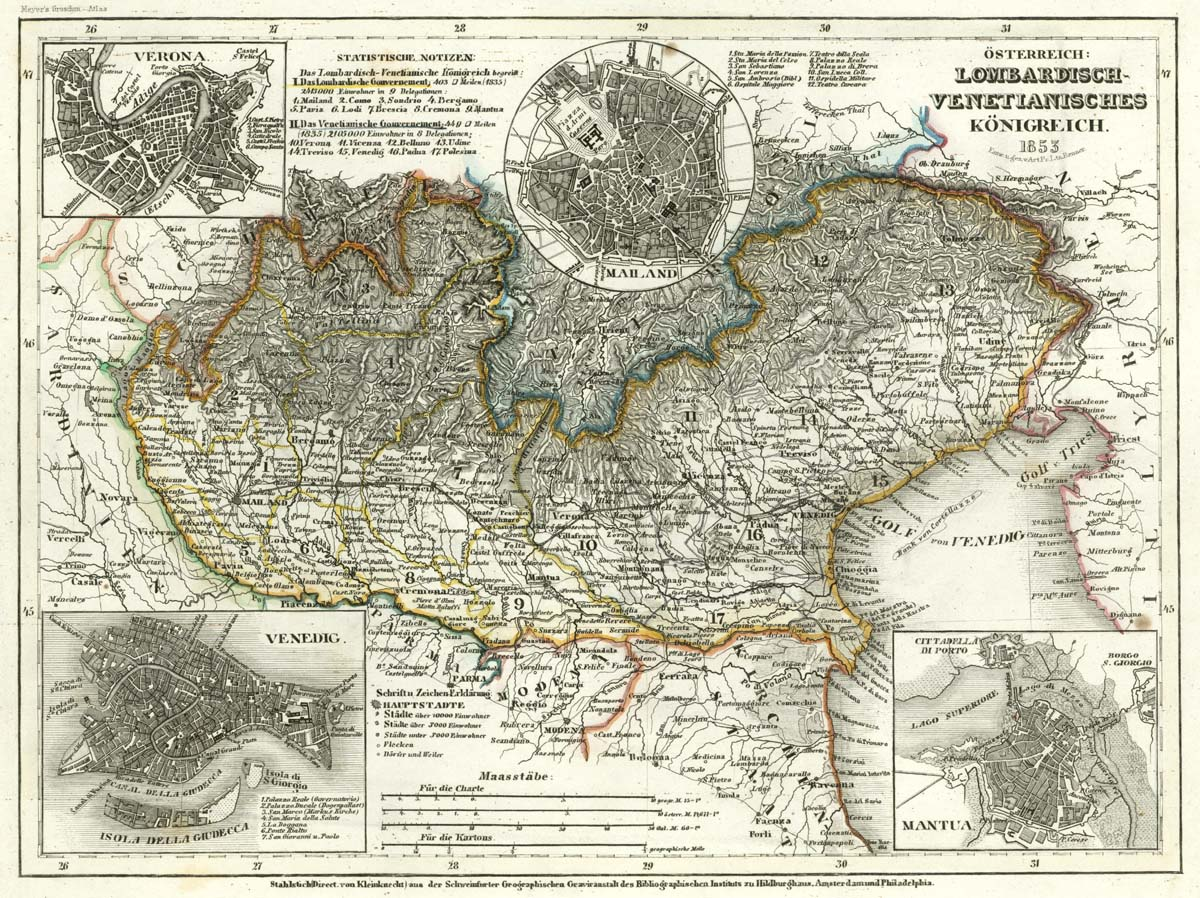
Das Königreich Lombardo-Venetien mit den wichtigsten Städten.

Das Kronland Venetien war von 1851 bis 1866 ein Kronland des Kaisertums Österreich. Seine Hauptstadt war Venedig.

## Provinzen
Das Kronland Venetien umfasste folgende Provinzen:
- Belluno
- Padova
- Roviso
- Treviso
- Udine
- Venezia
- Verona
- Vicenca
- (ab 1859) Mantova

## Geschichte
Österreich hatte 1797 mit dem Frieden von Campo Formio Venetien mit der Hauptstadt Venedig erworben und 1805 im Frieden von Preßburg wieder verloren. 1805–1814 gehörte Venetien zum Königreich Italien und kam teilweise 1809–1814 an das Kaiserreich Frankreich (Illyrische Provinzen). Ab 1815 war Venetien Teil des Kaisertums Österreich, dabei mit dem Herzogtum Mailand zum Königreich Lombardo-Venetien vereinigt. Es bestanden aber getrennte Verwaltungen (Gubernien) für die Lombardei und Venetien.
Im Zuge der fast ganz Mitteleuropa erfassenden revolutionären Erhebungen des Jahres 1848 entstand am 23. März 1848 in Venedig die aufständische Repubblica di San Marco. Auch in Mailand kam es zu den Aufständen der Cinque giornate (18.–22. März 1848). Wenige Wochen später erklärte das Königreich Sardinien-Piemont Österreich den Krieg und marschierte in die Lombardei ein. Schon im August hatten die österreichischen Truppen aber Mailand wieder besetzt, bis Ende des Jahres 1848 war bereits das gesamte Veneto zurückerobert. Nach dem Sieg der Österreicher in der Schlacht bei Novara und dem folgenden Friedensvertrag von Mailand vom 6. August 1849 wurde Venedig als letzte Bastion der norditalienischen Revolutionäre und Republikaner am 23. August 1849 von österreichischem Militär erobert. 1851 wurde das Königreich Lombardo-Venetien in die zwei Kronländer Lombardei und Venetien aufgeteilt.
Nach der Niederlage im Sardinischen Krieg musste Österreich die Lombardei mit dem Frieden von Villafranca 1859 an Frankreich abtreten. Im Vertrag von Turin von 1860 mit dem Königreich Sardinien wurde das Gebiet gegen Nizza und Savoyen getauscht, so dass die Lombardei 1861 Teil des neu gebildeten Königreiches Italien wurde. Die Bezeichnung „Königreich Lombardo-Venetien“ war bis zum 3. Oktober 1866 beibehalten worden, als Venetien mit Mantua trotz der militärischen Erfolge im dritten Unabhängigkeitskrieg im Frieden von Wien an Italien verloren ging.

## Gouverneure von Venetien
- Peter von Goëss, 1815–1819
- Ferdinand Ernst Maria von Bissingen-Nippenburg, 1819–1820
- Carlo d’Inzaghi, 1820–1826
- Johann Baptist von Spaur, 1826–1840
- Aloys Pállfy de Erdöd, 1840–1848
- Ferdinand Zichy zu Zich von Vasonykeöy, 1848 (amtierend)
- Laval Nugent von Westmeath, 1848–1849 (Militärgouverneur)
- Karl Gorzkowski von Gorzkow, 1849
- Anton von Puchner, 1849–1850
- Georg Otto von Toggenburg-Sargans, 1850–1855
- Cajetan von Bissingen-Nippenburg, 1855–1860
- Georg Otto von Toggenburg-Sargans, 1860–1866 (zum zweiten Mal)